# Городилово (Московская область)
Городилово — деревня в Рузском районе Московской области, входящая в состав сельского поселения Старорузское. Население — 7 жителей на 2006 год, в деревне числятся 1 улица, 1 садовое товарищество и 3 микрорайона. До 2006 года Городилово входило в состав Старорузского сельского округа.
Деревня расположена в центре района, на левом берегу реки Руза, в 3 км к юго-востоку от Рузы, высота центра деревни над уровнем моря 185 м. Ближайшие населённые пункты — деревня и посёлок Горбово на противоположном берегу реки и Воробьёво — в 600 м восточнее.